# Цвейба, Ахрик Сократович
А́хрик Сокра́тович Цве́йба (10 сентября 1966, Гудаута, Абхазская АССР, Грузинская ССР, СССР) — советский, российский и украинский футболист, защитник. Мастер спорта СССР (1989).

## Биография
Абхаз. Воспитанник футбольной школы города Гудаута. Первый тренер — Владимир Астамурович Шамба.
В 1984 году попал в «Динамо» (Сухуми). На сборе на олимпийской базе в Эшерах его приметили тренеры СКА (Хабаровск), за которую он играл 3 месяца. По сути это был призыв в армию, который закончился благодаря интересу к Цвейбе со стороны «Динамо» (Тбилиси).
Дебютировал в составе тбилисцев в 1985 в матче против «Кайрата». Первых успехов как игрок начал добиваться в «Динамо» (Тбилиси). В конце 1989 года по совету Лобановского, узнавшего о выходе тбилисцев из футбольного союзного чемпионата, перешёл в «Динамо» (Киев).
В конце 1991 года имел приглашение от «Тоттенхэм Хотспур», причем представители английского клуба уже выезжали в аэропорт для встречи Цвейбы, однако он ответил отказом. По собственному признанию, по 2-м причинам: из-за сильной усталости после сезона и из-за настойчивых просьб «Динамо» помочь клубу в Лиге Чемпионов. Настойчивость киевлян была подкреплена предоставлением Цвейбе квартиры и машины в Киеве.
Цвейба рассчитывал уехать после Евро-92, однако стоящих предложений не было, и он продолжил выступления за «Динамо». В зимнее межсезонье 1992/93 выезжал вместе с Олегом Саленко на просмотр в «Карлсруэ». Однако по приезде оказалось, что в команде просматривается другой русский — Андрей Чернышов, и что на Цвейбу в команде не рассчитывают. Вернувшись в Киев, стал выступать за «Динамо-2», поскольку главный тренер киевлян, Михаил Фоменко, уже не рассчитывал на Цвейбу.
В середине 1993 года оказался в России, где выступал за «КАМАЗ». В 1994 уехал в Японию, где ему подобрал клуб личный агент. Выступал за «Гамба Осака», где его партнёрами были Сергей Алейников и Олег Протасов. Летом 1996 года играл в традиционном матче сборной легионеров J-лиги против сборной Японии.
В январе 1997 года выступил за сборную клубов России на Кубке Содружества 1997. Спустя пару недель заключил контракт с «Аланией», в которой играл до конца года.
Завершил свою игровую карьеру в 2001 году в московском «Динамо», эта команда стала четвёртой динамовской в карьере Цвейбы. В 2003 году был назначен на пост тренера-селекционера клуба «Торпедо-Металлург» Москва. В последнее время выступает за команды ветеранов российского футбола. Позже работал начальником селекционного отдела в московском «Динамо».
В 2019 году снялся в камео во 2-м сезоне российского телесериала «Вне игры».

### Карьера в сборных
Игрок 4-х национальных сборных по футболу: СССР, СНГ, Украины и России.
В 1990 году был в заявке сборной СССР на чемпионат мира, однако уже в Италии за три дня до матча с Румынией получил травму ноги на тренировке в единоборстве с Яремчуком, из-за излишнего рвения последнего.
Участник чемпионата Европы 1992 года, как игрок сборной СНГ.
Единственную игру за сборную Украины сыграл 26 августа 1992 года. Это был товарищеский матч со сборной Венгрии (1:2).
Будучи игроком сборной России, пропустил чемпионат мира 1994 из-за травмы.

## Достижения

### Командные
- Чемпион СССР: 1990
- Обладатель Кубка СССР: 1989/90

### Личные
- Футболист года в Украине: 1991
- В списке 33 лучших футболистов сезона в СССР (3): № 3 — 1989, № 2 — 1990, № 1 — 1991.

## Семья
Жена Саида, сын Сандро также футболист, дочь Анна (родилась в Японии, но не гражданка Японии).
В начале 1990-х годов Цвейба, как и ряд игроков и тренеров киевского «Динамо», получил в качестве подарка автомобиль Mercedes-Benz 190 с государственными номерами. По невероятному совпадению, почти все автомобили позже попадали в аварии, и только машина Цвейбы избежала этой участи.

## Статистика
| Сезон   | Клуб              | Матчи | Голы |
| ------- | ----------------- | ----- | ---- |
| 1984    | СКА (Хабаровск)   | 4     | 0    |
| 1986    | Динамо (Тбилиси)  | 4     | 0    |
| 1987    | Динамо (Тбилиси)  | 23    | 0    |
| 1988    | Динамо (Тбилиси)  | 24    | 0    |
| 1989    | Динамо (Тбилиси)  | 28    | 0    |
| 1990    | Динамо (Киев)     | 20    | 0    |
| 1991    | Динамо (Киев)     | 24    | 1    |
| 1992    | Динамо (Киев)     | 9     | 0    |
| 1992/93 | Динамо (Киев)     | 12    | 0    |
| 1992/93 | Динамо-2 (Киев)   | 12    | 0    |
| 1993    | КАМАЗ             | 11    | 0    |
| 1994    | Гамба Осака       | 18    | 1    |
| 1995    | Гамба Осака       | 40    | 1    |
| 1996    | Гамба Осака       | 17    | 0    |
| 1997    | Алания            | 21    | 0    |
| 1998    | Цяньвэй (Вангард) | 18    | 0    |
| 1999    | Уралан            | 20    | 1    |
| 2000    | Уралан            | 24    | 0    |
| 2001    | Динамо (Москва)   | 11    | 0    |